# Wolfgang Hollik
Wolfgang Hollik   (* 1951 in Würzburg) ist ein deutscher Physiker (theoretische Teilchenphysik).
Hollik studierte Physik an der Universität Würzburg und promovierte dort 1979. Er habilitierte sich 1989 an der Universität Hamburg in theoretischer Physik und war 1989/90 am CERN. 1990 bis 1993 war er am Max-Planck-Institut für Physik als wissenschaftlicher Mitarbeiter und danach Professor für theoretische Physik am Karlsruher Institut für Technologie, dessen Institut für Theoretische Physik er leitete (sein Vorgänger war Julius Wess, der 1990 an das MPI für Physik wechselte). Ab 2002 war er Direktor am Max-Planck-Institut für Physik, wo er der neu gegründeten Abteilung für phänomenologische Teilchenphysik vorstand. 2006 bis 2012 war er geschäftsführender Direktor. Ab 2002 war er im DESY Physics Research Committee. 2005 wurde er Honorarprofessor an der TU München.
Er befasst sich besonders mit Supersymmetrie (Minimales supersymmetrisches Modell u. a.), Phänomenologie der Hochenergiephysik, Präzisionsphysik im elektroschwachen Sektor und Computerberechnungen für Schleifenkorrekturen bei Hochenergieprozessen.

## Schriften (Auswahl)
- mit G. Degrassi, S. Heinemeyer, P.  Slavich: Towards high-precision predictions for the MSSM Higgs Sector, Eur. Phys. J. C, Band 28, 2003, S. 133, Arxiv
- Electroweak Physics, Acta Phys. Polonica, Band 35, 2004, S. 2533
- mit U. Meier, S. Uccirati: The effective electroweak mixing angle with two-loop fermionic contributions, Nucl. Phys. B, Band 731, 2005, S. 213
- mit S. Heinemeyer, G. Weiglein: Electroweak precision observables in the Minimal Supersymmetric Standard Model, Physics Reports, Band 425, 2006, S. 265
- mit U. Meier, S. Uccirati: Higgs-mass dependence of the effective electroweak mixing angle at the two-loop level, Phys. Lett. B, Band 632, 2006, S. 680

Bücher:
- mit Reinhold Ruckl, Julius Wess (Hrsg.): Phenomenological aspects of supersymmetry : proceedings of a series of seminars held at the Max-Planck-Institut fur Physik, Munich, FRG, May to November 1991, Lecture Notes in Physics 405, Springer 1992
- mit Günter Duckeck: Electroweak precision tests at LEP, Springer 2000